# Jurgen van den Goorbergh
Jurgen van den Goorbergh (Breda, 29 dicembre 1969) è un pilota motociclistico olandese, ritiratosi dall'attività agonistica.
Soprannominato anche "The Flying Dutchman" (L'olandese volante) è un pilota dalla carriera molto longeva e variegata. Anche il padre, Piet van den Goorbergh, ed il fratello, Patrick van den Goorbergh, hanno corso come piloti professionisti. Il figlio, Zonta van den Goorbergh, è tuttora in attività.

## Carriera
I suoi primi risultati importanti li ebbe tra il 1989 (nel 1989, 1990 e 1991 gareggia anche nel campionato europeo) e il 1991, anni in cui conquistò titoli nazionali olandesi e del Benelux e che lo portarono al debutto nelle competizioni iridate del motomondiale 1991 in sella ad una Aprilia.
Per quanto riguarda la sua attività nel motomondiale, pur avendo ottenuto due pole position non è mai riuscito a conquistare una posizione sul podio, pur raccogliendo oltre 450 punti nell'arco della carriera; il suo miglior piazzamento l'ha ottenuto con il 4º posto al Gran Premio motociclistico d'Olanda 1996, anno concluso all'11º posto, suo miglior piazzamento in carriera nel motomondiale in classifica generale. Dal 1992 al 1994 ha corso in sella ad una Aprilia, nel 1995 e nel 1996 con una Honda, sempre nella classe 250. Nel 1997 l'esordio nella classe 500 sempre mantenendo posizioni di mediocrità, da sottolineare la stagione 1999 dove con la poco competitiva Muz Weber ottenne una prestigiosa pole position nel GP di Catalogna, ripetuta poi nel corso dell'anno anche in Repubblica Ceca. Nel 2000 guidò una TSR Honda, nel 2001 una Proton KR. Nel 2002 la sua ultima stagione da pilota titolare nel motomondiale, prendendo parte alla prima stagione della nuova classe MotoGP, che però corre con una vecchia Honda NSR500 del team Kanemoto Racing.
Si sposta nelle competizioni per motociclette derivate dalla produzione di serie, partecipando nel 2003 al mondiale Supersport, esordendo nel campionato con il team Yamaha Belgarda alla guida di una Yamaha YZF R6. Conclude al terzo posto nella classifica generale con 136 punti e sei podi all'attivo in stagione. Continua nel mondiale Supersport anche nel 2004, vince la prima gara in calendario sul circuito di Valencia, restando in testa alla graduatoria mondiale nella prima parte della stagione, salvo flettere in negativo i suoi risultati nella seconda parte chiudendo addirittura terzo.
Ancora nello stesso campionato anche per la stagione 2005, viene ingaggiato dal team Ducati Selmat con una Ducati 749 R ma dopo le prime tre gare in calendario rescinde il contratto e viene sostituito da Alessio Corradi. Libero da vincoli contrattuali, accetta l'offerta del team Konica Minolta Honda per sostituire l'infortunato Makoto Tamada in MotoGP, ottenendo curiosamente uno dei suoi migliori risultati in un singolo gran premio nel motomondiale, giungendo sesto sotto la pioggia nel Gran Premio motociclistico di Cina 2005. Terminata anche la breve parentesi in MotoGP, nella stessa annata corre come wild card il gran premio d'Olanda ad Assen con una Suzuki GSXR1000 K5 del team Rizla Suzuki nel campionato mondiale Superbike. I risultati nelle due gare non sono ottimali (20º in gara 1 e 17º in gara 2), quindi non ottiene punti per la classifica piloti. A conferma di un 2005 molto frenetico, si cimenta anche in competizioni automobilistiche partecipando a gare nel campionato belga di gran turismo e di Formula Renault olandese.
Oltre che per la sua presenza nelle gare motociclistiche nei campionati velocità, ha corso anche nel campionato europeo di enduro, ai campionati olandesi di trial e alle gare dedicate alle Supermoto. Dal 2009 si è anche iscritto al Rally Dakar come motociclista, concludendolo al 17º posto, partecipazione che continua anche nelle stagioni 2010 e 2011 come automobilista, ritirandosi in entrambe le occasioni.
Vista la sua notevole esperienza accumulata, anche al di fuori delle competizioni è stato utilizzato sia come tester di pneumatici da parte della Michelin, sia come presentatore delle nuove Moto2 l'anno precedente al loro debutto nelle competizioni.

## Risultati in gara

### Motomondiale
| 1991 | Classe | Moto    |  |  |  |  |  |  |  |  |  |    |  |    |    |  |  |  |  | Punti | Pos. |
| ---- | ------ | ------- |  |  |  |  |  |  |  |  |  | -- |  | -- | -- |  |  |  |  | ----- | ---- |
| 1991 | 250    | Aprilia |  |  |  |  |  |  |  |  |  | 18 |  | 14 | 18 |  |  |  |  | 2     | 37º  |

| 1992 | Classe | Moto    |    |    |    |    |    |     |     |    |    |    |     |    |    |  |  |  |  | Punti | Pos. |
| ---- | ------ | ------- | -- | -- | -- | -- | -- | --- | --- | -- | -- | -- | --- | -- | -- |  |  |  |  | ----- | ---- |
| 1992 | 250    | Aprilia | 20 | 16 | 13 | 24 | 14 | Rit | Rit | 10 | 18 | 10 | Rit | 17 | 16 |  |  |  |  | 2     | 25º  |

| 1993 | Classe | Moto    |    |    |    |    |    |     |    |     |     |    |    |     |     |     |  |  |  | Punti | Pos. |
| ---- | ------ | ------- | -- | -- | -- | -- | -- | --- | -- | --- | --- | -- | -- | --- | --- | --- |  |  |  | ----- | ---- |
| 1993 | 250    | Aprilia | 17 | 20 | 19 | 23 | 20 | Rit | 15 | Rit | Rit | 22 | 18 | Rit | Inf | Rit |  |  |  | 1     | 32º  |

| 1994 | Classe | Moto    |    |     |    |    |   |     |   |    |     |    |     |    |     |    |  |  |  | Punti | Pos. |
| ---- | ------ | ------- | -- | --- | -- | -- | - | --- | - | -- | --- | -- | --- | -- | --- | -- |  |  |  | ----- | ---- |
| 1994 | 250    | Aprilia | 16 | Rit | 12 | 12 | 9 | Rit | 9 | 16 | Rit | 16 | Rit | 14 | Rit | 17 |  |  |  | 24    | 17º  |

| 1995 | Classe | Moto  |    |    |    |    |    |     |   |    |   |     |     |   |    |  |  |  |  | Punti | Pos. |
| ---- | ------ | ----- | -- | -- | -- | -- | -- | --- | - | -- | - | --- | --- | - | -- |  |  |  |  | ----- | ---- |
| 1995 | 250    | Honda | 11 | 11 | 10 | 19 | 12 | Rit | 6 | 14 | 7 | Rit | Rit | 9 | 14 |  |  |  |  | 50    | 12º  |

| 1996 | Classe | Moto  |   |    |     |     |    |    |   |     |     |   |    |   |    |    |    |  |  | Punti | Pos. |
| ---- | ------ | ----- | - | -- | --- | --- | -- | -- | - | --- | --- | - | -- | - | -- | -- | -- |  |  | ----- | ---- |
| 1996 | 250    | Honda | 8 | 12 | Rit | Rit | 15 | 12 | 4 | Rit | Rit | 8 | 17 | 8 | 14 | 13 | 11 |  |  | 56    | 11º  |

| 1997 | Classe | Moto  |    |    |    |     |     |    |     |     |    |    |    |    |    |     |    |  |  | Punti | Pos. |
| ---- | ------ | ----- | -- | -- | -- | --- | --- | -- | --- | --- | -- | -- | -- | -- | -- | --- | -- |  |  | ----- | ---- |
| 1997 | 500    | Honda | 15 | 15 | 14 | Rit | Rit | 15 | Rit | Rit | 11 | 11 | 13 | 11 | 14 | Rit | 12 |  |  | 29    | 19º  |

| 1998 | Classe | Moto  |     |   |    |    |    |     |    |   |   |    |     |    |    |    |  |  |  | Punti | Pos. |
| ---- | ------ | ----- | --- | - | -- | -- | -- | --- | -- | - | - | -- | --- | -- | -- | -- |  |  |  | ----- | ---- |
| 1998 | 500    | Honda | Rit | 8 | 18 | 16 | 15 | Rit | 10 | 9 | 8 | 16 | Rit | 13 | 11 | 14 |  |  |  | 40    | 15º  |

| 1999 | Classe | Moto      |     |     |    |     |     |   |    |     |    |    |    |     |    |    |     |    |  | Punti | Pos. |
| ---- | ------ | --------- | --- | --- | -- | --- | --- | - | -- | --- | -- | -- | -- | --- | -- | -- | --- | -- |  | ----- | ---- |
| 1999 | 500    | Muz Weber | Rit | Rit | 11 | Rit | Rit | 8 | 13 | Rit | 12 | 11 | 14 | Rit | 12 | 13 | Rit | 10 |  | 40    | 16º  |

| 2000 | Classe | Moto      |    |    |    |   |    |    |   |   |   |     |    |   |    |    |    |    |  | Punti | Pos. |
| ---- | ------ | --------- | -- | -- | -- | - | -- | -- | - | - | - | --- | -- | - | -- | -- | -- | -- |  | ----- | ---- |
| 2000 | 500    | TSR Honda | 10 | 11 | 13 | 9 | 13 | 11 | 7 | 9 | 5 | Rit | 12 | 8 | 10 | 10 | 15 | 12 |  | 85    | 13º  |

| 2001 | Classe | Moto      |    |    |    |    |    |   |   |    |    |     |   |   |     |    |    |     |  | Punti | Pos. |
| ---- | ------ | --------- | -- | -- | -- | -- | -- | - | - | -- | -- | --- | - | - | --- | -- | -- | --- |  | ----- | ---- |
| 2001 | 500    | Proton KR | 11 | 11 | 13 | 10 | 12 | 9 | 9 | 12 | 14 | Rit | 7 | 9 | Rit | 10 | NP | Rit |  | 65    | 13º  |

| 2002 | Classe | Moto  |     |    |    |    |    |     |    |    |    |     |   |   |    |    |   |   |  | Punti | Pos. |
| ---- | ------ | ----- | --- | -- | -- | -- | -- | --- | -- | -- | -- | --- | - | - | -- | -- | - | - |  | ----- | ---- |
| 2002 | MotoGP | Honda | Rit | 11 | 12 | 15 | 14 | Rit | 10 | 15 | 14 | Rit | 7 | 9 | 13 | 13 | 5 | 7 |  | 60    | 13º  |

| 2005 | Classe | Moto  |  |  |   |    |  |  |  |  |  |  |  |  |  |  |  |  |  | Punti | Pos. |
| ---- | ------ | ----- |  |  | - | -- |  |  |  |  |  |  |  |  |  |  |  |  |  | ----- | ---- |
| 2005 | MotoGP | Honda |  |  | 6 | 14 |  |  |  |  |  |  |  |  |  |  |  |  |  | 12    | 20º  |

| Legenda | 1º posto        | 2º posto            | 3º posto            | A punti      | Senza punti        | Grassetto – Pole position Corsivo – Giro più veloce |
| Legenda | Gara non valida | Non qual./Non part. | Ritirato/Non class. | Squalificato | '-' Dato non disp. | Grassetto – Pole position Corsivo – Giro più veloce |

### Campionato mondiale Supersport
| 2003 | Moto   |   |   |   |   |   |   |     |   |     |   |   |  | Punti | Pos. |
| ---- | ------ | - | - | - | - | - | - | --- | - | --- | - | - |  | ----- | ---- |
| 2003 | Yamaha | 9 | 3 | 8 | 2 | 4 | 2 | Rit | 2 | Rit | 3 | 3 |  | 136   | 3º   |

| 2004 | Moto   |   |   |   |   |   |   |   |   |     |   |  |  | Punti | Pos. |
| ---- | ------ | - | - | - | - | - | - | - | - | --- | - |  |  | ----- | ---- |
| 2004 | Yamaha | 1 | 3 | 3 | 3 | 7 | 6 | 3 | 5 | Rit | 5 |  |  | 130   | 3º   |

| 2005 | Moto   |     |   |    |  |  |  |  |  |  |  |  |  | Punti | Pos. |
| ---- | ------ | --- | - | -- |  |  |  |  |  |  |  |  |  | ----- | ---- |
| 2005 | Ducati | Rit | 5 | NP |  |  |  |  |  |  |  |  |  | 11    | 22º  |

| Legenda | 1º posto        | 2º posto            | 3º posto           | A punti      | Senza punti        | Grassetto – Pole position Corsivo – Giro più veloce |
| Legenda | Gara non valida | Non qual./Non part. | Ritirato/Non class | Squalificato | '-' Dato non disp. | Grassetto – Pole position Corsivo – Giro più veloce |

### Campionato mondiale Superbike
| 2005 | Moto   |  |  |  |  |  |  |  |  |  |  |  |  |  |  |  |  |    |    |  |  |  |  |  |  |  |  | Punti | Pos. |
| ---- | ------ |  |  |  |  |  |  |  |  |  |  |  |  |  |  |  |  | -- | -- |  |  |  |  |  |  |  |  | ----- | ---- |
| 2005 | Suzuki |  |  |  |  |  |  |  |  |  |  |  |  |  |  |  |  | 20 | 17 |  |  |  |  |  |  |  |  | 0     |      |

| Legenda | 1º posto        | 2º posto            | 3º posto           | A punti      | Senza punti        | Grassetto – Pole position Corsivo – Giro più veloce |
| Legenda | Gara non valida | Non qual./Non part. | Ritirato/Non class | Squalificato | '-' Dato non disp. | Grassetto – Pole position Corsivo – Giro più veloce |